# Tytania
Tytania (яп. タイタニア, Taitania, укр. «Титанія») — серія японських романів у жанрі космічної опери, написаних Танакою Йошікі в період з 1988 по 2015 рік і виданих у п'яти томах. Серія розповідає про людей, які намагаються звільнити галактику від панування клану Титанія і шукають притулку у повстанців. У 2008—2011 роках за мотивами серії було створено манґу та аніме.

## Сюжет
У майбутньому, де людство розсіяне по зірках, Імперія Валдана перебуває під контролем клану Титанія, який зміцнив свій вплив за допомогою залякування та економічної могутності. 446 року Титанія відправляє великий флот, щоб захопити нову технологію у міста-держави Еврія. На загальний подив, Еврія вирішує чинити опір і перемагає. Їхній ізольований акт повстання запускає низку подій, які напружують ретельно продумані союзи та договори всередині імперії. Різні фракції намагаються використати ситуацію у власних інтересах. У подальшій метушні амбітні члени знаті Титанії починають протистояти один одному, намагаючись врегулювати старі образи та захопити контроль над кланом. Те, що почалося як акт повстання Еврії, швидко переростає в громадянську війну — багатство та влада імперії доступні тому, хто буде достатньо сміливим, щоб захопити її.
Тим часом Фан Х'юлік, людина, відповідальна за перемогу Еврії, опиняється мішенню імперського полювання, уникнути якого він може, лише продовжуючи боротьбу з імперією, яка контролює цілі світи.

## Персонажі

### Шляхта
Аджман Титанія (яп. アジュマーン・タイタニア, Ajuman Taitania)
Сейю: Міяке Кента
Безземельний лорд" Аджман Титанія — нинішній голова клану Титанія.
Жуслан Титанія (яп. ジュスラン・タイタニア, Jyusuran Taitania)
Сейю: Кішіо Дайске
Жуслан Титанія — один із чотирьох герцогів, які мають стати наступником Аджмана Титанії на посаді наступного Безземельного Лорда клану. Його флагманським кораблем є «Австра».
Ідріс Титанія (яп. イドリス・タイタニア, Idorisu Taitania)
Сейю: Йошіно Хіроюкі
Ідріс Титанія — наймолодший із чотирьох герцогів, які претендують на посаду голови клану. Його флагманським кораблем є «Вогняний Фенікс».
Аріаберт Титанія (яп. アリアバート・タイタニア, Ariabato Taitania)
Сейю: Кондо Такаші
Аріаберт Титанія — один із чотирьох герцогів, які претендують на посаду голови клану Титанія після Аджмана Титанії. Він командує флагманським кораблем «Золота Вівця».
Зарліш Титанія (яп. ザーリッシュ・タイタニア, Zarisshu Taitania)
Сейю: Taketora
Зарліш Титанія — один із чотирьох герцогів, які претендують на посаду голови клану Титанія після Аджмана Титанії. Флагманська назва Зарліша — «Тайфун».
Лідія (яп. リディア, Ridia)
Сейю: Назука Каорі
Лідія — друга принцеса королівства Ельбінг. Наразі вона мешкає на Ураніборзі під опікою Жуслана Титанії.

### Опір
Фан Х'юлік (яп. ファン・ヒューリック, Fan Hyûrikku)
Сейю: Коніші Кацуюкі
Фан Х'юлік — колишній адмірал Еврії, який завдав першої поразки клану Титанія за 200 років.
Ліра Флоренц (яп. リラ・フローレンツ, Rira Furûrentsu)
Сейю: Яхагі Саюрі
Ліра Флоренц є частиною сил опору на Емменталі, які прагнуть відновити князівство Касаб'янка.
Міранда Кашімір (яп. ミランダ・カシミール, Miranda Kashimîru)
Сейю: Мінагава Джюнко
Міранда є частиною сил опору та принцесою князівства Касаб'янка.

## Медіа

### Романи

#### Оригінальне видання
| № | Назва                              | Дата виходу                                 | ISBN                   |
| - | ---------------------------------- | ------------------------------------------- | ---------------------- |
| 1 | Сильний вітер Shippū Hen (疾風篇)  | 31 грудня 1988                              | ISBN 4-19-153817-9     |
| 2 | Буря Bōfū Hen (暴風篇)             | 30 листопада 1989                           | ISBN 4-15-030552-8     |
| 3 | Турбулентність Senpū Hen (旋風篇)  | 31 квітня 1991                              | ISBN 4-19-154542-6     |
| 4 | Лютий вітер Reppū Hen (烈風篇)     | 25 вересня 2013 (вихід у продаж 26 вересня) | ISBN 978-4-06-182890-2 |
| 5 | Грозовий вітер Sugofū Hen (凄風篇) | 4 лютого 2015 (вихід у продаж 5 лютого)     | ISBN 978-4-06-299042-4 |

#### Перевидання
| № | Назва                             | Дата виходу     | ISBN                   |
| - | --------------------------------- | --------------- | ---------------------- |
| 1 | Сильний вітер Shippū Hen (疾風篇) | 3 жовтня 2003   | ISBN 978-4-7575-1002-9 |
| 2 | Буря Bōfū Hen (暴風篇)            | 16 січня 2004   | ISBN 978-4-7575-1094-4 |
| 3 | Турбулентність Senpū Hen (旋風篇) | 16 березня 2004 | ISBN 978-4-7575-1135-4 |

#### Кишенькове видання
| № | Назва                              | Дата виходу       | ISBN                   |
| - | ---------------------------------- | ----------------- | ---------------------- |
| 1 | Сильний вітер Shippū Hen (疾風篇)  | 12 березня 2008   | ISBN 978-4-06-276151-2 |
| 2 | Буря Bōfū Hen (暴風篇)             | 14 листопада 2008 | ISBN 978-4-06-276208-3 |
| 3 | Турбулентність Senpū Hen (旋風篇)  | 15 січня 2009     | ISBN 978-4-06-276249-6 |
| 4 | Лютий вітер Reppū Hen (烈風篇)     | 14 березня 2017   | ISBN 978-4-06-293629-3 |
| 5 | Грозовий вітер Sugofū Hen (凄風篇) | 16 квітня 2017    | ISBN 978-4-06-293656-9 |

### Манґа
| № | Назва                               | Дата виходу      | ISBN                   |
| - | ----------------------------------- | ---------------- | ---------------------- |
| 1 | Титанія 1 Taitania 1 (タイタニア 1) | 22 березня 2008  | ISBN 978-4-06-373137-8 |
| 2 | Титанія 2 Taitania 2 (タイタニア 2) | 23 лютого 2009   | ISBN 978-4-06-373158-3 |
| 3 | Титанія 3 Taitania 3 (タイタニア 3) | 23 червня 2009   | ISBN 978-4-06-373177-4 |
| 4 | Титанія 4 Taitania 4 (タイタニア 4) | 23 жовтня 2009   | ISBN 978-4-06-373193-4 |
| 5 | Титанія 5 Taitania 5 (タイタニア 5) | 23 червня 2010   | ISBN 978-4-06-376220-4 |
| 6 | Титанія 6 Taitania 6 (タイタニア 6) | 9 лютого 2011    | ISBN 978-4-06-376254-9 |
| 7 | Титанія 7 Taitania 7 (タイタニア 7) | 8 липня 2011     | ISBN 978-4-06-376273-0 |
| 8 | Титанія 8 Taitania 8 (タイタニア 8) | 9 листопада 2011 | ISBN 978-4-06-376306-5 |
| 9 | Титанія 9 Taitania 9 (タイタニア 9) | 9 грудня 2011    | ISBN 978-4-06-376313-3 |

### Аніме
Аніме-адаптацію Tytania продюсувала компанія Artland, а режисером був Ішіґуро Нобору. Аніме транслювалося на супутниковому каналі BS-2 телеканалу NHK з 9 жовтня 2008 року по 26 березня 2009 року.

### Музика
У серіалі використовуються дві музичні теми: одна вступна і одна кінцева.
- Вступна тема — «Ano Sora wo, Ike».
  - Виконує Нішікіорі Кен за супроводу Канагавського філармонічного оркестру.
- Завершальна тема — «Lost in Space».
  - Виконує гурт Psychic Lover.